# الجرف (مكة المكرمة)
الجرف، هي مدينة تبعد بحوالي 5 كيلومترات عن مكة المكرمة في المملكة العربية السعودية، في القرن الثامن اشتهرت بسوق الفاكهة الكبير والمتنوع. وفي هذه المدينة قد تم إرسال أسامة من أجل انتظار عمر ومن معه.